# Ворон: Воображаемая жизнь и загадочная смерть Эдгара Аллана По
Ворон: Воображаемая жизнь и загадочная смерть Эдгара Аллана По (англ. Nevermore: The Imaginary Life and Mysterious Death of Edgar Allan Poe) — мюзикл, написанный и поставленный канадским композитором, драматургом и режиссёром Джонатаном Кристенсоном в сотрудничестве с дизайнером Бреттой Гереке. Мюзикл повествует о жизни Эдгара Аллана По: о внешней и внутренней борьбе, сопровождавшей его на протяжении всей жизни и ставшей вдохновением для многих произведений. В постановке По сталкивается с такими трагедиями, как смерть, изоляция, зависимость, бедность и утрата. Либретто содержит множество отсылок к его поэзии и рассказам. Мюзикл в художественной форме излагает реальные события жизни По, приправленные его творческими работами и стихотворениями. Первоначально мюзикл был поставлен в театре Catalyst в Эдмонтоне, Альберта (Канада) в 2009 году к двухсотлетию со дня рождения Эдгара Аллана По (19 января 1809 года). Премьера на Офф-Бродвее состоялась 25 января 2015 года. После 11-недельного проката на Офф-Бродвее в New World Stages (с 14 января по 29 марта 2015 года) 16 июля 2015 года Broadway Records был выпущен каст-альбом под названием «Nevermore: The Imaginary Life and Mysterious Death of Edgar Allan Poe», оригинальная запись [набор из 2 CD-дисков]. Далее, мюзикл был представлен на многих театральных фестивалях, в театрах Канады, а также театре Barbican в Лондоне и в театре New Victory Theater в Нью-Йорке.

## Синопсис
По едет на пароходе в Нью-Йорк, а его невеста, возлюбленная его детства, ждет его дома. Он встречает группу странствующих актёров, которые знали его мать, и вскоре они начинают музыкальный рассказ-путешествие по жизни Эдгара. История начинается со матери Эдгара Аллана По — талантливой странствующей актрисы Элизы По. Она выходит замуж за Дэвида По, который бросает изучение права, чтобы присоединиться к театральной труппе своей возлюбленной. В отличие от своей избранницы, Дэвид ужасно боится сцены, что также приносит ему некоторую «славу», но в ином смысле. Он становится алкоголиком и большую часть времени проводит в барах. Воспитывать троих детей все эти годы Элизе По помогает горничная. Самой темной и одинокой ночью рождается Эдгар Аллан По. Его отец исчезает из жизни семьи, оставляя Элизу растить детей в одиночку. (From The Beginning)
Старший ребёнок — Уильям Генри Леонард По, предприимчивый мальчик, коллекционирующий интересные предметы, самым ценным из которых является череп кошки. Он мечтает о том, что однажды вместе с братом и сестрой они найдут клад. Младшая дочь — Розали. Генри полон надежд, в отличие от далекого от этого всего Эдгара. (The Family Poe pt.1)
Несмотря на периодические всплески энергичности и жизнерадостности, большую часть времени болезненная и эмоционально подавленная Элиза проводит в постели. В одну из ночей Эдгар просыпается от громкого кашля матери. Впоследствии Элиза По умирает от туберкулеза. Юных По разделяют и отправляют в разные дома. (The Death of Eliza) Эдгара забирает себе семейство Алланов — поклонники театра и Элизы По. Фанни Аллан хочет усыновить всех троих, однако Джон Аллан, которого в пьесе называют «Джоком», разрешает забрать только одного. Эдгар боится Джока Аллана. И не только из-за того, что тот слеп на один глаз, но и потому, что Джок суров и пренебрежительно относится к мальчику. Фанни Аллан дарит юному Эдгару котенка и каждое утро приносит чай и тосты с корицей, чем и завоевывает его любовь. (The House of Allan pt.1)
Эдгар демонстрирует невероятный талант к словесности и особенно к поэзии. Джок спорит с Фанни о том, считая, что поэзия — это путь в никуда. (Born Poet) Между тем, Эдгар мечтает стать поэтом, который будет настолько хорош, что звезды будут салютовать ему, а луна зальется румянцем смущения, впечатленная силой его таланта. Он говорит, что надеется стать похожим на Израфэла — ангела музыки. (Israfel)
Джок настаивает на том, что 13-летнему Эдгару пора сосредоточиться на своем будущем. Поэтому мальчик старается поразить Джока Аллана успехами в школе и в спорте. (Jock’s Advice) Фанни Аллан медленно сходит с ума. Он уверена, что в её голове живёт демон, который заставляет её делать странные вещи, например, издавать звуки кукушки. Её отправляют в учреждение для душевнобольных, где она погибает, прыгнув с семнадцатого этажа, возможно, в попытке «улететь из курятника». (The Death of Fanny Allan) После её смерти Эдгару официально дают имя Аллан. Эдгара все чаще посещают мрачные мысли, что Джок воспринимает как непринятие его дара. (Dream Within a Dream) Эдгар посещает могилу Фанни на кладбище рядом с церковью Сент-Джон. Там он встречает Эльмиру. (The Entr’acte)
Сара Эльмира Ройстер — странная девушка, разделяющая его любовь к мрачным историям и тьме. Они втайне обручаются и планируют в будущем пожениться. Отправляясь в университет, Эдгар обещает писать Эльмире каждый день. По выполняет свое обещание, однако не получает ни одного ответного письма, потому что отец Эльмиры прячет все письма, отправленные её возлюбленным. (Edgar meet Elmira) Эдгар учится в колледже, однако у него нет денег ни на книги, ни на еду. Джок отказывается присылать ему что-либо. В итоге По возвращается к Джоку Аллану, не закончив свое обучение. Эльмира выходит замуж за другого мужчину, но вскоре обнаруживает, что её отец скрывал письма Эдгара. (College Life) Вернувшись домой, Эдгар узнает, что Джок Аллан женился повторно и воспитывает ребёнка. Джок и его новая жена не рады Эдгару, и тот оказывается на улице. (The House of Allan pt.2)
Вскоре Эдгар связывается со своим братом Генри, который живёт с их тетей Мадди Клемм. Эдгар обнаруживает, что брат разделяет его любовь к поэзии и тьме. Генри, Эдгар и Розали воссоединяются и строят планы. Однажды ночью Эдгар слышит кашель брата. Как и их мать, Генри вскоре умирает от туберкулеза. Розали По отправляется в школу для «девочек, нуждающихся в обучении нравственности». Эдгара вновь преследуют темные мысли, и он, как и его отец, начинает пить. Продаваемые им книги не приносят финансовой стабильности, и он обращается к Джоку с просьбой о помощи, опасаясь, что может умереть, если не найдет денег на оплату счетов. Джок отворачивается от Эдагара и не включает его в свое завещание. (The Family Poe pt.2)
У тети Мадди Клемм есть дочь Вирджиния Клемм, также известная как Сисси. Сисси находится далеко в школе-интернате, однако становится Эдгару Аллану По близкой подругой. Вскоре через издателя Руфуса Гризвольда Эдгар получает должность, и его стихи начинают появляться в журналах. Эдгар женится на Сисси и постепенно обретает известность благодаря своему писательскому мастерству. (Taunting Ray of Hope) Эдгар создает стихотворение «Ворон». Он исполняет его, соединив с другим своим стихотворением — «Линор».(The Raven) Завидуя Эдгару Аллану По, Руфус Гризвольд распускает слух о том, что у Эдгара роман с богатой дамой. Этот слух серьёзно бьет по репутации Эдгара. Он теряет работу и снова начинает пить. Тем не менее Сисси верит, что он все ещё любит её, и пишет ему стихотворение. Сисси заболевает туберкулезом, из-за чего Эдгар впадает в депрессию и страдает от алкоголизма. Сисси умирает, оставляя Эдгара Аллана По снова в одиночестве. (The Death of Sissy)
Однажды ночью Эдгар собирается отравиться, но внезапно к нему приходит его первая любовь Эльмира Ройстер. Она овдовела, и они с Эдгаром возрождают свои отношения, принимая решение быть вместе навсегда. Эдгар больше не говорит о проклявшей его тьме и безумии. (No More of This Madness) Тем не менее, вскоре Эдгар вновь сталкивается со своими мрачными мыслями — своим прошлым. Они говорят, что они всегда здесь, он не сможет от них сбежать, они его никогда не отпустят. Кошмары уверяют, что без них он был бы никем. Эдгар пытается скрыться. Он идет в бар, но затем попадает в больницу, где в конечном итоге его настигает смерть. (We are Your Nightmares) Мюзикл заканчивается смертью Эдгара Аллана По. И хотя причина его смерти не сообщается, есть некоторые намеки на то, что он умер от туберкулеза.

## Оригинальный каст
Оригинальный актёрский состав мюзикла Ворон: Воображаемая жизнь и загадочная смерть Эдгара Аллана По (Nevermore)
- Шеннон Бланшет — Нэнси Валентайн, Эльмира Ройстер, миссис Сэмюэл Осгуд, мисс Дюваль, Хор
- Шелдон Элтер — Генри По, Билл Бертон и Ворон
- Бет Грейам — Розали По, Фанни Аллан, Энн Картер Ли, Вирджиния Клемм, Костюмер, Светская дама, Хор
- Райан Паркер — Александр Шелтон, Руфус Гризвольд, Лошадь Метценгерштейна, Покойник, Могильщик, Хор, Демон
- Гаретт Росс — Дэвид По, Джок Аллан, Мистер Блисс, Ворон, Покойник
- Ванесса Сабурин — Элиза По, Мадди Клемм, мисс Дюваль, Светская дама, Хор
- Скотт Шпели — Эдгар Аллан По

## Музыкальные номера
| Номер | Оригинальное название         | Дословный перевод        | Перевод Наталии Макуни                           |
| ----- | ----------------------------- | ------------------------ | ------------------------------------------------ |
| 1     | Prologue                      | Пролог                   | Пролог                                           |
| 2     | From the Beginning            | С начала                 | Начнём сначала                                   |
| 3     | The Family Poe (Part 1)       | Семейство По (часть 1)   | Семейка По, Часть 1                              |
| 4     | The Death of Eliza            | Смерть Элизы             | Смерть Элизы                                     |
| 5     | Fanny Allan Loved the Theatre | Фанни Аллан любила театр | Фэнни Аллан завсегдатай всех театральных премьер |
| 6     | The House of Allan (Part 1)   | Дом Аллана (часть 1)     | Дом Аллана, Часть 1                              |
| 7     | A Born Poet                   | Прирождённый поэт        | Рождение поэта                                   |
| 8     | Israfel                       | Израфель                 | Израфель                                         |
| 9     | Jock Allan’s Advice           | Совет Джока Аллана       | Наставление Джока Аллана                         |
| 10    | The Death of Fanny Allan      | Смерть Фанни Аллан       | Смерть Фенни Аллан                               |
| 11    | A Dream Within A Dream        | Мечта внутри мечты       | Нет ничего реальней сна                          |
| 12    | Entr’acte                     | Антракт                  | Антракт                                          |
| 13    | Edgar Met Elmira              | Эдгар встретил Эльмиру   | Эдгар встречает Эльмиру                          |
| 14    | College Life                  | Студенческая жизнь       | Студенческая жизнь                               |
| 15    | The House of Allan (Part 2)   | Дом Аллана (часть 2)     | Дом Алланов, Часть 2                             |
| 16    | The Family Poe (Part 2)       | Семейство По (часть 2)   | Семейка По, Часть 2                              |
| 17    | A Taunting Ray of Hope        | Насмешливый луч надежды  | Надежды робкий луч                               |
| 18    | The Raven                     | Ворон                    | Ворон                                            |
| 19    | The Death of Sissy            | Смерть Сисси             | Смерть Сиси                                      |
| 20    | No More of This Madness       | Нет больше этого безумия | Найду путь из бездны                             |
| 21    | We Are Your Nightmares        | Мы твои ночные кошмары   | Мы — твои страхи                                 |
| 22    | Epilogue                      | Эпилог                   | Эпилог                                           |

## Показы
- Театр Catalyst, май 2009 г.
- Национальный центр искусств, июнь 2009 г.
- Фестиваль культуры и искусства Люминато, июнь 2009 г.
- Театр Keyano, Форт-МакМеррей, февраль 2010 г.
- Театр Catalyst, февраль 2010 г.
- Театр Barbican, Лондон, июль 2010 г.
- Театр New Victory, октябрь 2010 г.
- Театр Vertigo, Калгари, январь 2011 г.
- Театр Persephone, Саскатун, октябрь 2011 г[8].
- Театр Westbury, Эдмонтон, февраль 2014 г.
- Центр театрального искусства Vernon & District Performing Arts Centre, Вернон, март 2014 г.
- Центр искусств Kay Meek, Западный Ванкувер, март 2014 г.
- Театр New World Stages, Нью-Йорк, январь 2015 г.
- Doctuh Mistuh Productions[9], театр Austin Playhouse[10][11], Техас, октябрь 2016 г.
- Старшая школа Parkway South High School, Манчестер, Миссури, октябрь 2016 г.
- Старшая школа Parkway South High School, Сент-Луис, Миссури, Актёрская конференция в Миссури, январь 2017 г.
- Старшая школа Старконы, Эдмонтон, Альберта, апрель 2017 г.
- Black Button Eyes Productions, театр The Edge, Чикаго, январь 2018 г[12].
- Playhouse Merced, Мерсед, Калифорния, январь 2018 г., запись актёрского состава (альбом)
- Старшая школа Терривилля, Коннектикут, март 2018 г.
- Старшая школа Heritage, Линчберг, Вирджиния, октябрь 2018 г.
- VTA, старшая школа Heritage, Норфолк, Вирджиния, октябрь 2018 г.
- Старшая школа Heritage, Линчберг, Вирджиния, март 2019 г.
- Старшая школа Таллахомы, Таллахома, Теннесси, апрель/май 2019 г.

## Награды и номинации
В 2009 году мюзикл Ворон: Воображаемая жизнь и загадочная смерть Эдгара Аллана По (Nevermore) стал лауреатом Премии Стерлинга в семи номинациях:
- Выдающаяся постановка мюзикла
- Выдающийся режиссёр (Джонатан Кристенсон)
- Выдающийся дизайн костюмов (Бретта Гереке)
- Выдающаяся световая сценография (Бретта Гереке)
- Выдающаяся партитура пьесы или мюзикла (Джонатан Кристенсон и Уэйд Стейплс)
- Выдающийся музыкальный руководитель (Джонатан Кристенсон)
- Выдающаяся хореография или постановка боя (Лаура Кревски)

Кроме того, в 2011 году мюзикл победил в двух номинациях на премии Betty Mitchell Awards:
- Выдающийся дизайн костюмов (Бретта Гереке)
- Выдающаяся постановка мюзикла

## Официальные сайты
- Официальный сайт мюзикла
- Запись каст-альбома Broadway Records
- Официальный сайт версии на русском языке
- VK сообщество русской версии мюзикла